# トヨタ・マークIIブリット
マークIIブリット（マークツー ブリット、MARK II BLIT）とは、トヨタ自動車が製造していたステーションワゴンタイプの乗用車である。

## 概要
マークIIクオリス（MARK II Qualis）の後継車として2002年1月に発売。前身のクオリスはマークIIを名乗りながらもカムリがベースの前輪駆動（FF）車であったが、本車種はX110系マークIIをベースとした後輪駆動（FR）車となった。グレードは全てセダンのスポーティーグレードである「iR」系で統一され、セダンのラグジュアリーグレードである「グランデ」は採用されなかった。
マークIIのセダンモデルがマークXへ移行した後も本車は継続生産され、「マークII」の名が最後まで残ったモデルとなった。
トヨタのスポーツ系車種として最後の1JZエンジン搭載車ということもあり、ステーションワゴンとしての使い勝手の良さから数は少ないながらエンジン及びミッションスワップをした改造車が市場に出回ることもある。

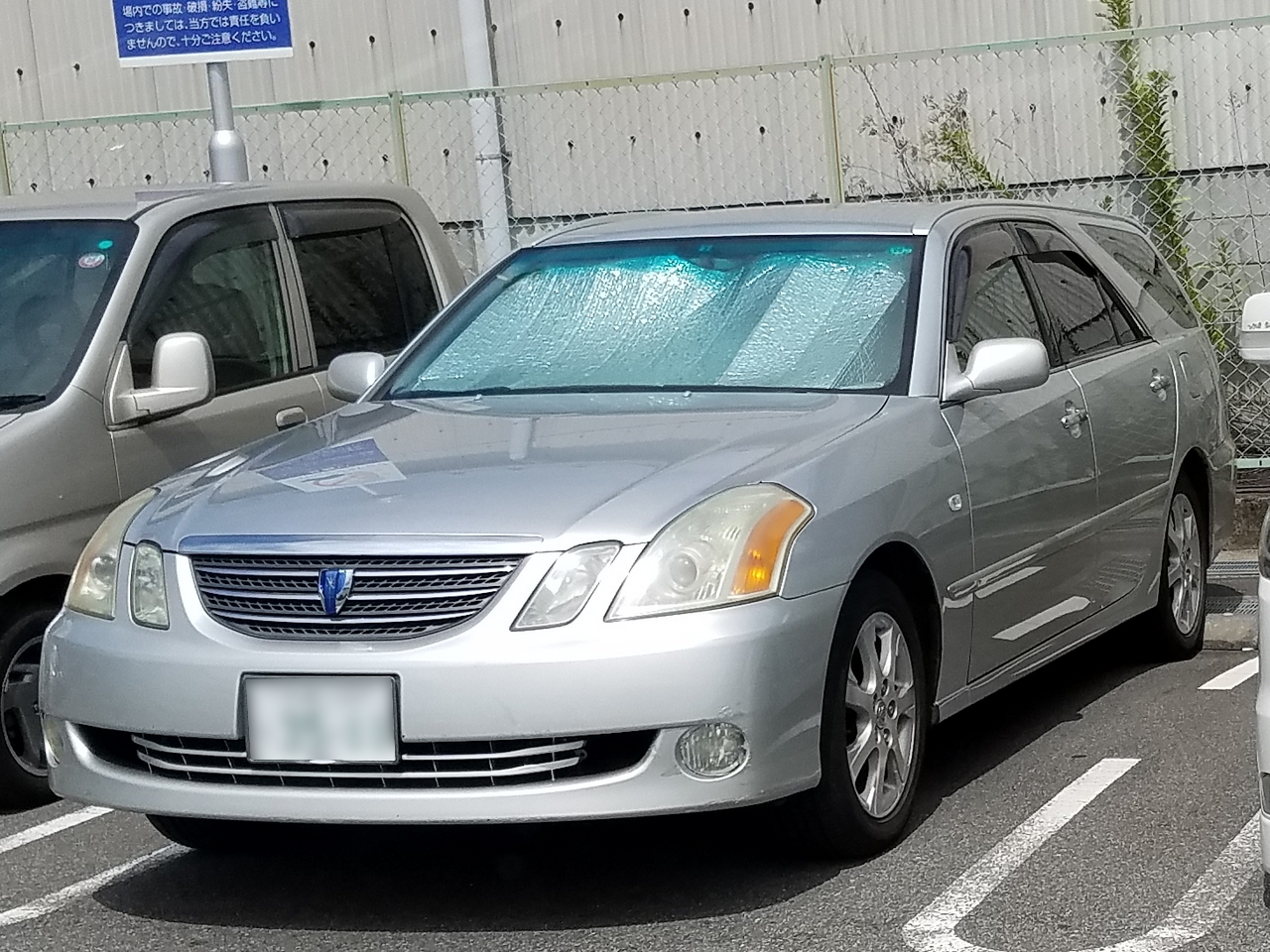
前期型

## 年表
- 2002年10月 - 外板色ゴールドメタリックを廃止し、グレーメタリックを追加。
- 2003年
  - 5月 - iR、iR-Sをベースとした特別仕様車「35thアニバーサリー」を設定。専用17インチアルミホイール＆専用ブルーセンターキャップ（2WD車）、インダッシュCDチェンジャー・MD一体AM/FMマルチ電子チューナー付ラジオ・6スピーカーなどを特別装備した。セダン同様に「ナビパッケージ」も設定した。
  - 12月 - 一部改良。DVDボイスナビゲーション・TV付EMV（エレクトロマルチビジョン）をG-BOOK対応にする。
- 2004年
  - 4月 - iR、iR-Sをベースとした特別仕様車「リミテッド」を設定。
  - 12月 - マイナーチェンジを実施。ヘッドランプエクステンション・フロントグリルの変更、ストップランプのLED化などの変更が加えられた。また、アリストの生産中止により、それ以降は新車の国産ガソリン車で唯一直列6気筒ターボエンジンを搭載する車種[注釈 1]となった。
- 2006年5月 - 平成17年の排ガス適合基準をクリアできないターボエンジン搭載車の生産を終了し、NAエンジン車のみとなった。
- 2007年5月[2] - 生産を終了し、同年6月30日に販売を終了した。これにより、コロナマークII時代から39年続いた「マークII」の車名は消滅した。後継車はマークXジオ。

## 使用燃料
- 1Gエンジン(1,988cc)車：無鉛レギュラーガソリン
- 1JZエンジン(2,491cc)車：無鉛プレミアムガソリン

## 車名の由来
- BLITZ＝雷、稲妻から採名。

## 販売店舗
- トヨペット店（東京地区のみ東京トヨタと併売）

なお、2006年8月まで大阪府ではトヨタ店で販売されていたが、大阪トヨタ自動車株式会社と大阪トヨペット株式会社がそれぞれの社名を交換したため、大阪府でも、全国同様にトヨペット店で扱われていた。